# Zulu (película de 2013)
Zulu es una película de 2013 dirigida por Jérôme Salle. que clausuró el 2013 Cannes Festival de cine.
La película está basada en el Proyecto Coast, el programa de armas biológicas y químicas del régimen del apartheid sudafricano, y en el libro Zulu del escritor francés Caryl Férey.

## Argumento
En Ciudad del Cabo, Sudáfrica, los detectives Ali Sokhela y Brian Epkeen investigan un asesinato que aparentemente tuvo lugar a causa de una nueva droga.
Sokhela y su compañero Dan Fletcher llegan a la escena de un crimen en el Jardín Botánico, donde descubren el cadáver de una joven. Un detective en el lugar descubre una tarjeta de videoteca registrada a nombre de Judith Botha.
Una pista les lleva a la playa de Muizenberg,  Allí son atacados por una banda fuertemente armada, Epkeen, que se había entretenido, llega a tiempo para matar a varios sicarios, pero Fletcher es asesinado con un machete. Cerca de la playa descubren una mansión abandonada donde encuentran una muestra de la droga que consumió la chica antes de morir. Deciden ir a su bar e interrogar al capo local, pero los supervivientes de la banda de la playa acribillan el bar, antes de ser abatidos sin que puedan dar más pistas. 
Sokhela Y Epkeen finalmente descubren que una nueva arma biológica estaba siendo investigada en secreto y que niños de la calle eran usados como cobayas. Uno de los mafiosos, Stan, robó una muestra y se la pasó a la chica de los jardines botánicos. Epkeen irrumpe en la empresa de seguridad de los responsables y roba un disco duro. Mientras Sokhela descubre horrorizado que su madre ha sido asesinada por querer ayudarle en la investigación. Siguen la pista de los asesinos hasta un casa en medio del desierto. Sokhela se venga matándolos a todos menos al doctor responsable de los experimentos médicos, que huye al desierto. Sokhela le alcanza en unas dunas y le mata a golpes.

## Reparto
- Orlando Bloom es Brian Epkeen.
- Forest Whitaker es Ali Sokhela.
- Tanya van Graan es Tara.
- Natasha Loring es Marjorie.
- Sven Ruygrok es David Epkeen.
- Adrian Galera es Nils Botha.
- Conrad Kemp es Dan Fletcher.
- Roxanne Prentice es Judith Botha.
- Tinarie Van Wyk-Loots es Claire Fletcher.
- Dean Slater es Rick.
- Kelsey Egan es Nicole Weiss.
- Khulu Skenjana es Themba.

## Liberación
La película se estrenó en la edición del 2013 de Cannes el 26 de mayo como la película de clausura. En Sudáfrica, la película estuvo rebautizada como Ciudad de Violencia.
Tras la premier en Cannes, la película iba a ser distribuida por Weinstein Co.. El director Jérôme Salle opina que el tristemente famoso Harvey Weinstein retrasó su estreno.